# Fabio Borquez

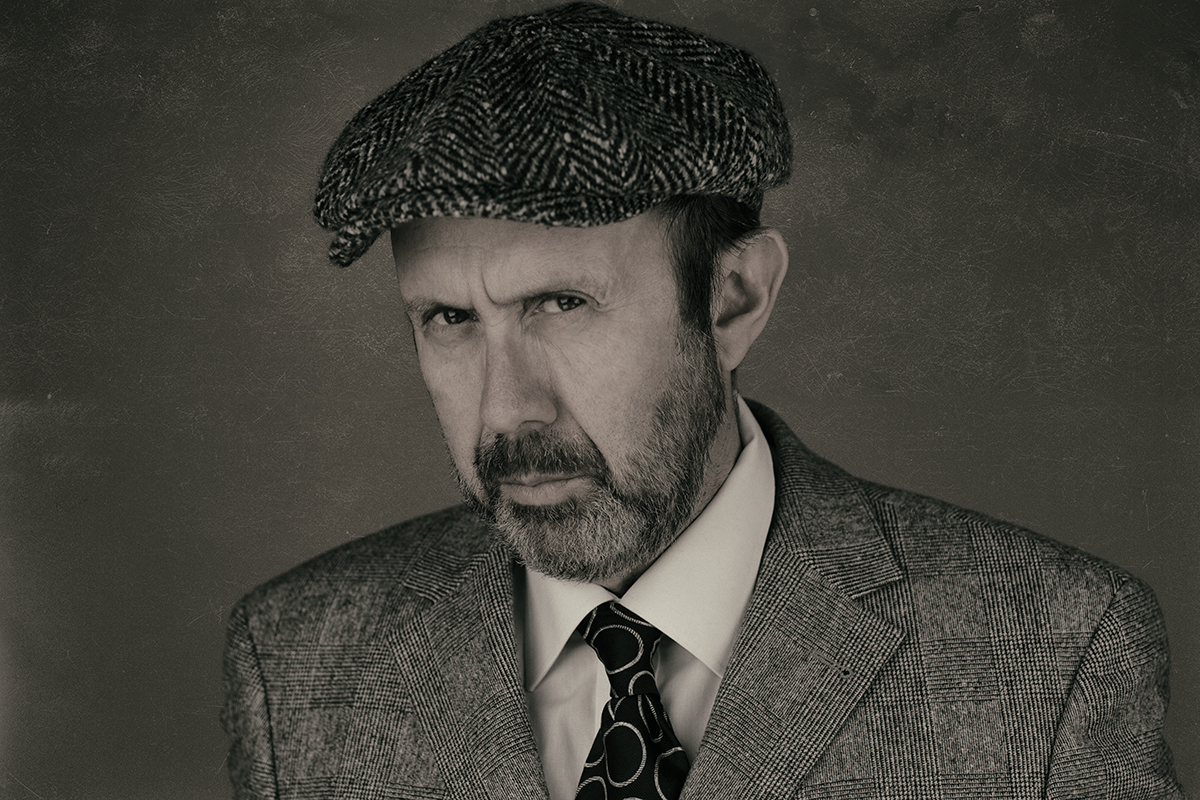

Fabio Enrique Borquez (* 26. Dezember 1964 in Buenos Aires) ist ein argentinischer, in Deutschland lebender Fotograf und Architekt. Durch seine Arbeit für renommierte Magazine, die Veröffentlichung verschiedener Bücher und internationale Ausstellungen fand seine Arbeit international Anerkennung. Neben klassischer Streetphotography und Landschaftsfotografie widmet sich Borquez der People Photography, darunter auch der Aktfotografie. Zu seinen jüngeren Projekten zählen Porträts und Modelfotografien, für die die Dargestellten aufwendig mit floralen und vegetabilen Elementen wie Blüten, Ästen, Blättern geschmückt wurden. Die Serie wurde erstmals 2018 unter dem Titel Flores del Mal auf Schloss Benrath gezeigt. In der April-Ausgabe des renommierten Fine Art Magazines SWAN gewürdigt.

## Publikationen

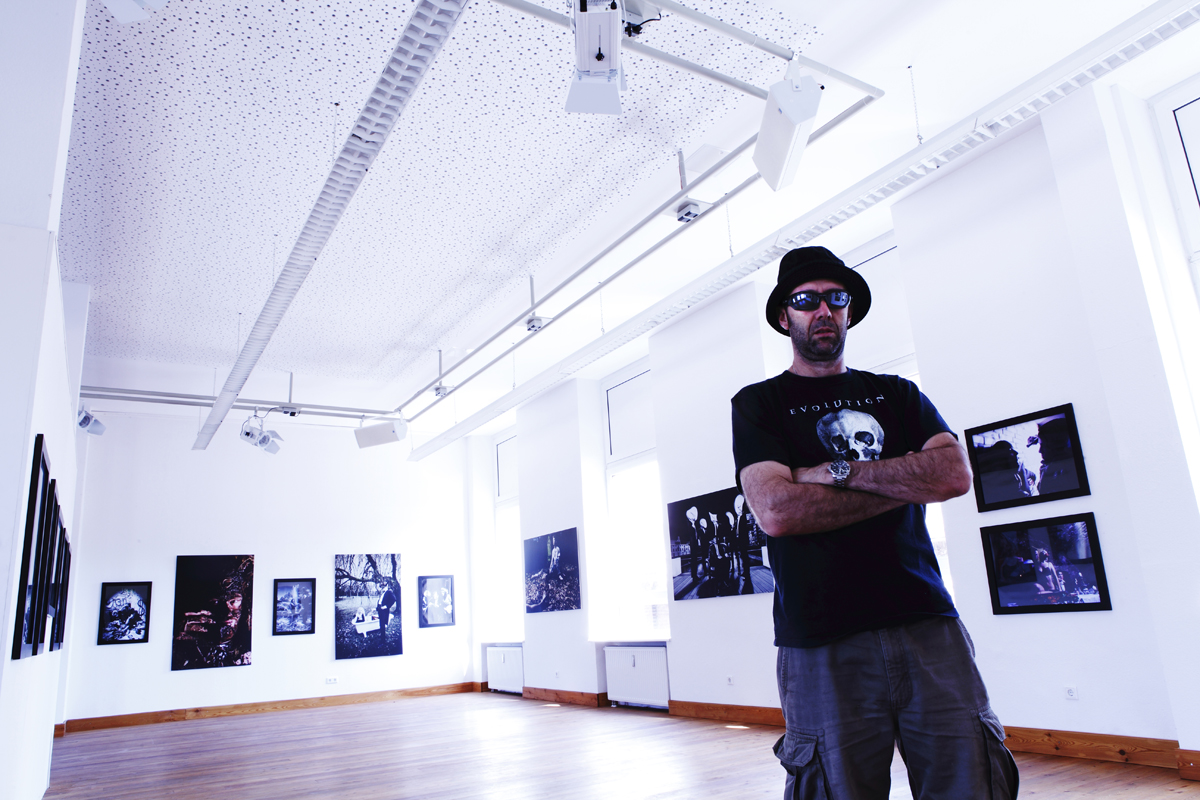

- MY NUDE, 2006, Verlag teNeues ISBN 978-3-8327-9215-2
- CHICAS, 2008, DAAB Verlag, ISBN 978-3-86654-082-8
- EROTIC WONDERLAND, 2011, edition Skylight ISBN 978-3-03766-613-5
- VIDA LOCA, 2014, edition Skylight ISBN 978-3-03766-647-0
- FLORES del MAL, 2018, Stiftung Schloss und Park Benrath ISBN 978-3-947932-02-3